# Hampden, Maine
Hampden är en ort i Penobscot County i den amerikanska delstaten Maine som grundades officiellt år 1794 och fick sitt namn efter John Hampden. Orten är känd för slaget vid Hampden i 1812 års krig.
USA:s 15:e vicepresident Hannibal Hamlin hade sin advokatpraktik i Hampden mellan 1833 och 1848.